# Œufs à la tripe
Les œufs à la tripe, rarement œufs en tripe, sont une vieille recette d'œufs durs aux oignons, dont les variantes sont nombreuses.

## Dénomination
En anglais et en russe on utilise le terme œufs à la tripe, en français dans le texte; Eier mit Sahnen Sauce se rencontre en allemand.
On dit œufs à la tripe car les œufs durs sont coupés en lanières.

## Histoire

### Longtemps sans oignons
En 1656, Pierre de Lune publie sa recette des œufs en tripe (expression rarement employée par la suite), ce sont des œufs durs frits aux champignons et au vinaigre mais sans oignons, François Massialot, vers 1725, la reprend à l'identique. En 1662, L'Escole parfaite des officiers de bouche donne ses œufs en tripe à la sauce blanche, mais toujours sans oignon.

### Avec oignons, mais sans liaison à la crème
En 1700, Louis Liger donne la recette classique avec l'oignon: « Prenez des œufs, faites-les durcir, coupez-les en rouelles, passez-les au beurre; cela fait, mettez y du vin assaisonnez de sel et de poivrer, n'oubliez pas d'y mettre des oignons coupez aussi en rouelles, et passés de même au beurre; laissez le tout cuire ainsi; étant cuit, délayez des jaunes d'œufs durs que vous aurez exprès laissés pour cela, jetez-les dans vos œufs, laissez-les bouillir, et sitôt que vôtre fricassée fera assez tarie, servez-la après y avoir mis de la moutarde. » En 1731, Vincent La Chapelle, donne trois versions de cette entrée chaude, la simple (œufs durs tranchés cuit au beurre avec des oignons, mouillés au lait sel poivre et persil), à l'italienne (dans l'huile, avec ail et jus de citron), au roux (idem avec de la moutarde). François Marin (1758) donne des œufs à la tripe aux petit pois, aux cornichons, et une recette type aux oignons mais distincte de ses œufs à la béchamel. Longtemps ils vont rester une fricassée d'œufs durs coupés en tranches.

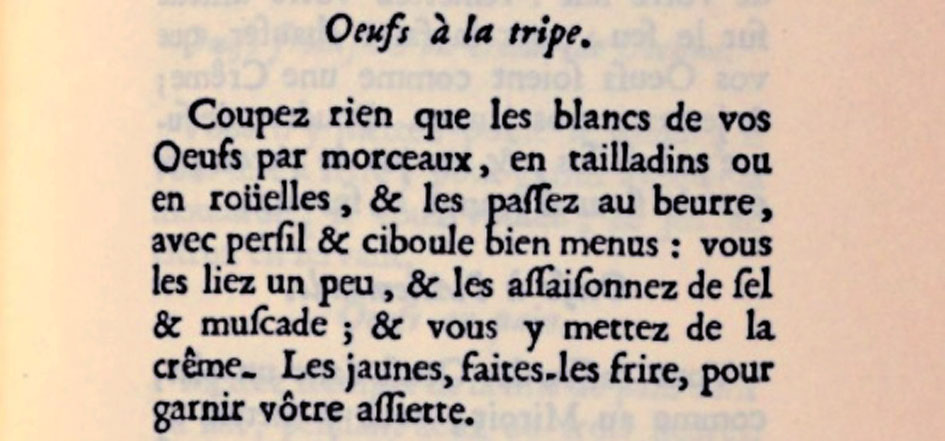
Dans le Cuisinier Royal paru en 1693

### Les recettes classiques auXIXesiècle
Chez Antoine Beauvilliers (1835) on se rapproche de la recette actuelle avec une liaison à la crème, Alexandre Dumas la reprend, la version d'Escoffier étant à la béchamel crémée et aux oignons: « Œufs durs coupés en rondelles enrobés de sauce béchamel à la crème dans laquelle on aura additionné par demi-litre de sauce une cuillerée d'oignon très légèrement blondi au beurre. Dresser en légumier ». L'expression est majoritairement utilisée au XIXe siècle, avec un retour en grâce autour de 1940.

## Dans la mouvance des œufs à la tripe

### Œufs à la lyonnaise
L'origine des œufs à la tripe est inconnue. A. Bautte (1906) place sa recette des œufs à la tripe à la suite des œufs durs à la lyonnaise qui sont des œufs à la tripe avec une sauce béchamel au lait : la différence avec les œufs à la tripe n'est pas évidente. Les œufs à la lyonnaise apparaissent avec Carème (1822) en cuisine sucrée (punch aux œufs à la lyonnaise) et sont décrits par la suite (1831) comme une variante des œufs à la tripe (présentation des jaunes). Même s'ils sont largement postérieurs, la cuisine lyonnaise les revendique: les œufs en tripes à la lyonnaise peu coûteux et sans prétention écrit le Sunday Time en 1950, Myriam Esser-Simons les qualifié de spécialité typiquement lyonnaise, Elizabeth David en 2013 tente une explication: les convent eggs sont selon elle la dénomination alternative d'œufs à la lyonnaise à cause de la présence des oignons dans la sauce, « puisque les oignons sont associés par tradition populaire à la cuisine lyonnaise ». Ces convent eggs — œufs des couvents — se rencontrent comme une recette irlandaise (œuf poché nappé d'une béchamel à l'oignon) parfois avec du parmesan (à ne pas confondre avec les œufs à la religieuse qui sont un flan sucré).
Pour ajouter à la confusion Austin de Croze (1928) donne aux œufs au plat à la lyonnaise (aux oignons) une origine bressane.

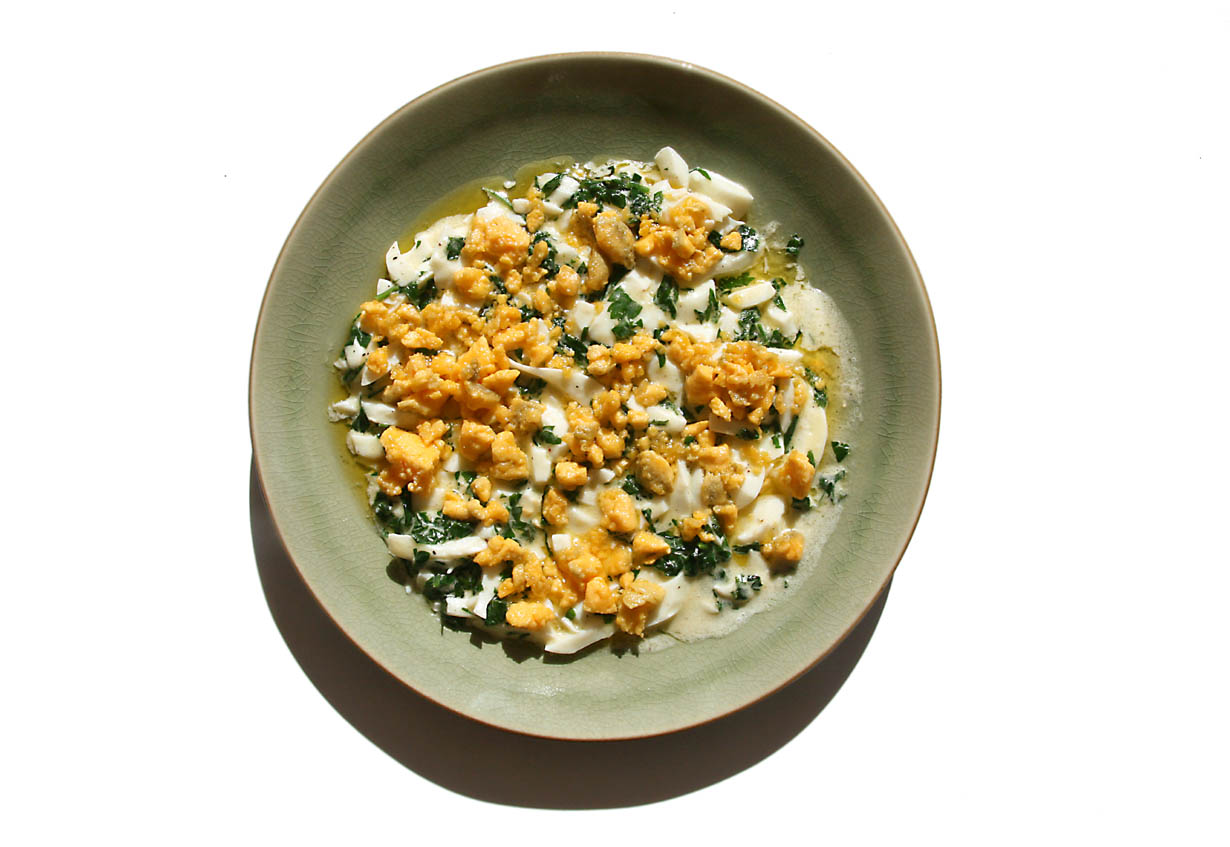
Œufs en tripe chez Pierre de Lune

### Œufs durs Soubise
La sauce Soubise apparait chez Carème qui notamment en nappe des œufs frits, c'est une béchamel à l'oignon (nouilles garnies d'œufs Soubise aux moules). Plus tard Urbain Dubois (1889) fait de même sur des œufs pochés. Le Répertoire de la cuisine (1923) écrit donc : « Tripe. — Rondelles d'œufs. Napper sauce Soubise. Persil haché ».
Susan Haack (1978) dans son article « Platonism versus Nominalism Carnap and Goodman » attire l'attention sur les ingrédients identiques de la recette des œufs à la tripe et des œufs durs Soubise, les recettes ne variant que par la mise en œuvre. Marie-Pierre Arvy, François Gallouin (2003) décrivent aussi les œufs à la tripe comme des œufs durs nappés d'une sauce Soubise. Lindsey Bareham (1996) les qualifie de similaires. On voit la dérive depuis la recette traditionnelle (cuisson des oignons et des œufs durs en lanière, puis liaison à la crème) jusqu'à Escoffier et ses œufs durs nappés d'une sauce béchamel aux oignons.

### Œufs à la Robert
Mentionnés par Carème, soit les oignons sont cuits avec du beurre de la farine et un verre de champagne, on y ajoute les œufs durs coupés en quatre et un peu de moutarde, soit ce sont des œufs brouillés à la moutarde de Dijon et aux oignons.

## Que boire avec les œufs à la tripe?
Un vin blanc de pays sec et léger.

## Anthologie
- Philippe Aubert de Gaspé. Mémoires. G.E. Desbarats, 1866 : le repas se passe en 1692 ou 1693, Pierre-Georges Roy explique que les Bons Frères (les convives) ayant mangé des œufs a la tripe pendant quarante jours consécutifs, ils se servent de tous les subterfuges possibles pour ne plus y toucher[38].

« Lorsque ma mère reparut au bout d'une demi-heure environ, elle tenait d'une main un bol et dans l'autre une cuiller d'argent avec laquelle elle battait avec énergie [ ]... un plat d'œufs à la tripe dont je prépare la sauce moi-même, car il n'y a que moi, frère Alexis, qui sache lui donner le degré de perfection que requiert cet excellent plat [ ]. Ma mère, comme beaucoup de personnes, avait le faible de croire qu'elle faisait tout mieux que les autres, oubliant que c'était à notre mulâtresse Lisette, parfaite cuisinière, qu'elle devait la science culinaire dont elle se piquait.
Une humble satisfaction se manifesta dans les yeux des récollets à l'énumération des trois premiers plats, mais leur visage se rembrunit quand ma mère cita les œufs à la tripe. [ ] L'arrivée de mon père fit changer la conversation, et ce fut des questions de sa part à n'en plus finir, jusqu'au moment où on se mit à table pour souper. Les moines avaient fait honneur à la soupe, au pâté et au plat de truite, lorsque le fameux plat d'œufs à la tripe fit son apparition. Les deux récollets se regardèrent d'un air inquiet.
Avec votre permission, Madame, dit frère Marc; je retournerai à vos excellentes truites; je ne mange pas d'œufs maintenant. C'est vrai, dit ma mère, un peu contrariée, il y a des estomacs auxquels les oeufs font mal. Mais vous au moins, frère Alexis, vous n'avez pas la même excuse?
Bien des pardons, Madame, fit celui-ci, je ne puis non plus en manger; le médecin du couvent me les a interdits pendant un certain temps ainsi qu'à toute notre communauté.
Mais c'est inouï, dit ma mère, interdire les oeufs à toute une communauté de pauvres moines ! Quelle horreur !
Ah! madame, c'est toute une histoire bien lamentable, fit frère Alexis. »

- Charles-Albert de Moré de Pontgibaud. Mémoires du comte de Moré, 1758-1837, Paris, A. Picard et fils, 1898[39].

« Or, a cette époque, le bruit public en Auvergne était qu'un jeune comte de Moré avait voulu empoisonner monsieur son père dans des œufs a la tripe. Que cette odieuse imputation fut fondée ou non, c'est ce que j'ai toujours ignoré; mais le fait est que tous les pères d'Auvergne prirent la chose au sérieux. L'alarme était sous le toit domestique; il n'y avait pas de fils qui ne fut sous le soupçon du parricide, et tous les chefs de famille parlaient de vivre sans manger, dans la crainte des œufs a la tripe. »